# 葡萄石-绿纤石相
葡萄石-绿纤石相（英語：prehnite-pumpellyite facies）是海洋地殼在中洋脊擴張中心周圍的變質岩相。它是介於沸石相和綠片岩相之間的過渡變質產物，溫度範圍為 250 至 350 °C，壓力範圍約為 2 至 7 千巴。礦物組合取決於原岩組成。 
- 鎂鐵質原岩：礦物組合是綠泥石、葡萄石、鈉長石、绿纤石和綠簾石。

- 超鎂鐵質原岩：礦物組合是蛇紋石、滑石、鎂橄欖石、透閃石和綠泥石。

- 泥質沉積原岩：礦物組合是石英、伊利石、鈉長石和綠泥石。

- 碳酸鹽沉積物原岩：礦物組合是方解石、白雲石、石英、粘土、滑石和白雲母。